# Gauthier Mvumbi
Gauthier Mvumbi (15. svibnja 1994.) je rukometaš iz Demokratske Republike Kongo. Nastupa za francuski klub Dreux AC i rukometnu reprezentaciju Demokratske Republike Kongo.
Natjecao se na Svjetskom prvenstvu u Egiptu 2021., gdje je reprezentacija DR Konga završila na 28. mjestu.